# Sainte-Foy-d'Aigrefeuille
Sainte-Foy-d'Aigrefeuille är en kommun i departementet Haute-Garonne i regionen Occitanien i södra Frankrike. Kommunen ligger i kantonen Lanta som tillhör arrondissementet Toulouse. År 2022 hade Sainte-Foy-d'Aigrefeuille 2 512 invånare.

## Befolkningsutveckling
Antalet invånare i kommunen Sainte-Foy-d'Aigrefeuille
Referens:INSEE